# La ragazza di Maigret
La ragazza di Maigret (titolo originale francese Félicie est là) è un romanzo poliziesco di Georges Simenon con protagonista il Commissario Maigret. Pubblicato in Italia col titolo Félicie, è il ventiquattresimo romanzo della serie dedicata al celebre commissario.
Simenon iniziò a scriverlo nel 1941 al Château de Terre-Neuve di Fontenay-le-Comte e lo completò alla villa Les Peupliers di La Faute-sur-Mer, in Francia, nel maggio del 1942. Fu pubblicato presso Gallimard il 5 gennaio 1944, all'interno della raccolta Signé Picpus, contenente anche altri due romanzi con Maigret, Maigret e la chiromante e Maigret e la ragazza di provincia e cinque novelle esotiche.

## Trama
Jules Lepie, alias "Gambadilegno", è stato ucciso nella sua casa in campagna, con un colpo di rivoltella. Per Maigret, incaricato delle indagini, sembra un caso davvero semplice, ma non sa che dovrà confrontarsi, in un duello d'astuzia e di intelligenza, con un personaggio che gli darà più filo da torcere che i grandi criminali da lui arrestati: Félicie, la cameriera-governante del vecchio Lapie, una ragazza di 24 anni insieme candida e smaliziata, testarda e illusa, ma che a Maigret in fondo è simpatica. Alla fine capisce che lei è innamorata di un certo Jacques Pétillon, che ha visto nei dintorni di casa il giorno del delitto, ma che vuole proteggere, pur credendolo colpevole. In realtà lui ha solo accompagnato Albert Babeau, detto «il Musicista» a recuperare una somma in grossi biglietti di banca che questi aveva nascosto a casa di Lepie, prima di essere arrestato (ora ha scontato la pena ed è tornato a vivere a Pigalle). Jacques, che alla fine Félicie è contenta di scoprire innocente, avrebbe dovuto solo intrattenere Lepie in giardino, ma qualcosa è andato storto.

## Adattamenti

### Televisione
- Episodio dal titolo Love from Felicie, facente parte della serie televisiva Maigret, trasmesso per la prima volta sulla BBC il 29 ottobre 1961, con Rupert Davies nel ruolo del commissario Maigret, diretto da Andrew Osborn.
- Maigret en het meisje voor dag en nacht, telefilm olandese con Jan Teulings, 1967.
- Episodio dal titolo Félicie est là, facente parte della serie televisiva Les enquêtes du commissaire Maigret per la regia di Claude Barma, trasmesso per la prima volta su Antenne 2 il 7 dicembre 1968, con Jean Richard nel ruolo del commissario Maigret.
- Episodio dal titolo Maigret and the Maid, facente parte della serie televisiva britannica Maigret per la regia di Stuart Burge, trasmesso per la prima volta il 18 aprile 1993, con Michael Gambon nel ruolo del commissario Maigret.
- Episodio dal titolo La maison de Félicie, facente parte della serie televisiva Il commissario Maigret per la regia di Christian de Chalonge, trasmesso per la prima volta il 3 giugno 2002, con Bruno Cremer nel ruolo del commissario Maigret. In Italia l'episodio è trasmesso col titolo Maigret e Félicie.

## Edizioni italiane
- La ragazza di Maigret, traduzione di Roberto Cantini, Collana Il Girasole n.169, Milano, Mondadori, 1962.[5]. - Collana Le inchieste del commissario Maigret n.60, Mondadori, 1968; Collana Oscar n.1041, Mondadori, 1979.[6].
- Félicie, traduzione di Ida Sassi, Collana gli Adelphi. Le inchieste del commissario Maigret n.192, Milano, Adelphi, 2001,  p. 140, ISBN 978-88-459-1631-1.
- in  I Maigret 5, Collana I Maigret n.5, Milano, Adelphi, 2014, ISBN 978-88-459-2918-2. - nuova ed., Adelphi, 2019, ISBN 978-88-459-3377-6.